# Episodi di Helluva Boss (seconda stagione)
La seconda stagione della webserie animata Helluva Boss, composta da 12 episodi, è stata pubblicata sul canale YouTube dal 30 luglio 2022 al 21 dicembre 2024.
| nº | Titolo                                                          | Data originale   |
| -- | --------------------------------------------------------------- | ---------------- |
| 1  | The Circus                                                      | 30 luglio 2022   |
| 2  | Seeing Stars                                                    | 19 ottobre 2022  |
| 3  | Exes and Oohs                                                   | 11 marzo 2023    |
| 4  | Western Energy                                                  | 20 maggio 2023   |
| 5  | Unhappy Campers                                                 | 8 luglio 2023    |
| 6  | Oops                                                            | 9 settembre 2023 |
| 7  | MAMMON'S MAGNIFICENT MUSICAL MID-SEASON SPECIAL (ft Fizzarolli) | 29 ottobre 2023  |
| 8  | The Full Moon                                                   | 31 maggio 2024   |
| 9  | Apology Tour                                                    | 22 giugno 2024   |
| 10 | Ghostfuckers                                                    | 31 ottobre 2024  |
| 11 | Mastermind                                                      | 29 novembre 2024 |
| 12 | Sinsmas                                                         | 21 dicembre 2024 |

## The Circus
- Diretto da: Vivienne Medrano
- Scritto da: Vivienne Medrano, Brandon Rogers e Adam Neylan
- Storyboard di: Samantha Ambritz, Lidia Liu e Zach Giering

### Trama
26 anni prima, nel giorno del suo compleanno, il piccolo Stolas è entusiasta di scoprire quali saranno i suoi doveri nella vita e si prepara felicemente a incontrare suo padre Re Paimon. Mentre il suo servo imp lo porta nelle stanze di suo padre, Paimon rivela che Stolas imparerà l'astrologia e le stelle insieme a profezie che coinvolgono il regno dei mortali; per farlo, gli viene concesso un grimorio e gli viene detto che i suoi studi inizieranno immediatamente in modo che possa diventare un potente leader di seguaci a cui trasmettere la sua conoscenza. Mentre Stolas giura di fare del suo meglio, Paimon rivela anche che è anche tenuto a generare un erede della famiglia Goetia ed è fidanzato con una demone di nome Stella; vedendo una foto di Stella arrabbiata che strangola due cani-demoni, Stolas inizia a piangere dalla paura. Infastidito da questo, Paimon ordina al maggiordomo di portare Stolas al circo per tirarlo su di morale. Durante lo spettacolo Stolas vede Blitzø per la prima volta, rimanendone impressionato e divertito dal suo numero un po' fallimentare. Paimon nota come il figlio sia interessato al piccolo imp così lo compra per pochi soldi come compagno di giochi per una giornata. Il padre di Blitzø lo costringe ad accettare la cosa in modo che possa rubare in casa dei Goetia senza che lo sospettino, con la scusa di usare la refurtiva per allargare il tendone del circo, comprare da mangiare per loro e medicine per la madre; Blitzø per sua madre accetta di farlo anche se ha paura delle conseguenze se venisse scoperto. L'indomani, i due si conoscono e mentre giocano Stolas, senza che se ne renda conto, lo aiuta a rubare moltissime cose da casa sua credendo che sia un gioco; nonostante tutto i due fanno amicizia e si confidano i proprio sogni. 
25 anni dopo Stolas vive una vita infelice, di cui l'unica gioia è la figlia Octavia avuta da questo matrimonio forzato, con sua moglie Stella che non fa che insultarlo e denigrarlo. Durante una festa per nobili organizzata da Stella, Blitzø tenta di intrufolarsi nel palazzo in modo da rubare il grimorio per avviare gli affari della I.M.P. Tuttavia, il demone viene scoperto dalle guardie di sicurezza. Stolas però lo salva, pensando che Blitzø voglia in realtà sedurlo e rapirlo. L'imp gli dà quindi corda, e alla fine, dopo aver assecondato l'altro andandoci a letto, approfitta della situazione per rubare il libro e fuggire.
Nel presente, dopo gli eventi da Ozzie's, Stolas si risveglia, dopo essersi addormentato in seguito alla scolatura di una bottiglia di assenzio, e ha l'ennesima discussione con Stella, ma questa volta le risponde a tono, ricordandole come abbia cercato di far funzionare questo matrimonio per il bene di sua figlia ma adesso che lei è grande lui è stanco di questa storia e chiede ufficialmente il divorzio. Stella acconsente, e se ne va affermando che se ne sarebbe pentito.
- Special guest star: Jonathan Freeman (Paimon Goetia e Cash Buckzo)

## Seeing Stars
- Diretto da: Vivienne Medrano
- Scritto da: Adam Neylan
- Storyboard di: Gavin Arucan, Mariya Kharlamova e Sophia Magallanes Morales

### Trama
Quando Octavia era piccola suo padre le raccontava storie su una particolare pioggia di stelle e meteore che avviene ogni 1000 anni e le promise che quando fosse stata grande l'avrebbe portata a vederla. 
10 anni dopo Octavia si prepara con gioia al grande giorno ma l'ennesima lite dei genitori a causa del divorzio fa annullare la gita. Arrabbiata e delusa scappa di casa di nascosto e si introduce alla I.M.P., dove ruba il grimorio che la porta a Los Angeles per vedere le stelle. Scoperto il furto del grimoirio Blitzø chiama Stolas e si precipita alla I.M.P. arrabbiato e preoccupato. Grazie al fiuto di Loona la I.M.P. arriva sulla Terra per trovare Octavia con un portale creato da Stolas. Quest'ultimo e Loona che usano i loro poteri per assumere sembianze umane per non destare sospetti, ma finiscono per separarsi. Moxxie e Millie si esibiscono come musicisti di strada, per guadagnare i soldi per altri artisti di strada a cui Moxxie non riesce a dire di "no" quando gli offrono di comprare i loro lavori, mentre Blitzø, che si è mascherato con un normale costume, viene scambiato per una celebrità, uccisa accidentalmente da Octavia cadendo addosso a lui quando è arrivata sulla Terra, e si esibisce in uno spettacolo (dove crede di essere divertente non immaginando che le risate del pubblico sono finte) con Stolas che lo supporta come parte del pubblico, solo per finire per uccidere gli attori e lo staff dopo che si rifiuta di rinunciare a un cucciolo che gli ricorda quando ha adottato Loona, distruggendo lo studio nel processo. Mentre i due erano impegnati agli studios, Loona, usando i post sui social media di Octavia, e dopo aver girato per mezza città mancandola sempre di poco, la localizza all'osservatorio, dove lei sperava di vedere le stelle, ma a causa dello smog il cielo è totalmente coperto. Le due parlano dei loro padri e Loona le consiglia di dare tregua a suo padre, perché anche se commettono errori, fanno il possibile per sistemarli. Dopo essersi riuniti, Octavia e Stolas si riconciliano per poi assistere a uno spettacolo di fuochi d'artificio, che in qualche modo fa avverare il sogno della giovane. Il gruppo se ne va, mentre Millie costringe Moxxie a smettere di comprare altri lavori di aspiranti cantanti.
- Special guest star: Lyle Rath (produttore, voci addizionali)

## Exes and Oohs
- Diretto da: Vivienne Mendrano

### Trama
La I.M.P. riceve la richiesta di andare al Girone dell'Avarizia da un misterioso cliente, che per farli arrivare in anticipo invia loro un elicottero. Una volta arrivati, si scopre che la richiesta è arrivata dal vecchio quartiere dove abitava Moxxie, ormai sopraffatto dalla malavita. Con sua angoscia, Moxxie scopre che a chiamare il gruppo è stato suo padre Crimson, che quindi si presenta al gruppo e li ospitano nella sua villa con apparente aria nobile e cortese, ma che poi, durante una discussione privata con Moxxie, rivela di voler far entrare nella famiglia (e quindi anche nel gruppo malavitoso) un tale Chazwick, che si scopre essere stato fidanzato sia con Millie che con Moxxie. Per poterlo far entrare, Crimson costringe Moxxie sotto minaccia a sposarsi con il riccone (cercando di sfruttare la bisessualità del figlio), ma egli rifiuta perché fedele a Millie. Blitzø invece va a letto con Chaz e capendo quanto sia scarso a letto decide di scoprire cos'ha veramente in mente; uscito dalla villa controlla l'interno della sua auto e la trova piena di debiti e capisce cos'ha in mente Chaz: sposare Moxxie così da potersi impossessare dei sui soldi e dei suoi numerosi possedimenti.
Quando cerca di smascherarlo Chaz lo narcotizza e lo chiude nel bagagliaio. Il mattino dopo Crimson e Moxxie hanno quindi un breve confronto, durante il quale Moxxie intende vendicarsi per il passato pieno di soprusi da parte del padre, che lo separò dalla madre cercando di crescerlo come un tremendo criminale. Crimson, tuttavia lo fa stordire da un suo scagnozzo per poi legarlo e imbavagliarlo per farlo presenziare con la forza alle nozze contro la sua volontà. Alla fine, Millie trova Blitzø e irrompono impedendo il matrimonio, con Millie che uccide tutti gli sgherri di Crimson, smascherando inoltre Chaz, che si è in realtà finto milionario per poter entrare nella famiglia di Crimson sposando Moxxie. La I.M.P., una volta recuperato Moxxie, si allontana dunque dalla villa, e Crimson inizia a bramare la vendetta contro il figlio e il gruppo, dopo aver ucciso Chaz e appeso i suoi denti al muro come trofeo.
- Special guest star: Eric Schwartz (Chazwick Thurman)

- c Schwartz (Chazwick Thurman)

## Western Energy
- Diretto da: Vivienne Medrano
- Scritto da: Vivienne Medrano, Brandon Rogers e Adam Neylan
- Storyboard di: Samantha Ambritz, Lidia Liu e Zach Giering

### Trama
Dopo il fallimento avuto al Festival della Luna del Raccolto, Striker fa ritorno e riesce a rapire Stolas (approfittando di una discussione fra lui, sua moglie Stella e suo cognato Andrealphus per colpire a sorpresa) e usando una corda benedetta lo priva dei suoi poteri. Blitzø riceve quindi una richiesta d'aiuto dal principe, ma è impossibilitato a intervenire dato che sta portando Loona ad un'importante vaccinazione dopo 5 anni di attesa. 
Affida quindi la missione a Moxxie e Millie, che riescono a rintracciare Striker dopo uno scontro con dei passanti. Riescono quindi a irrompere nella sua tana, poco prima che possa uccidere Stolas (in realtà richiamato da Stella, la mandante, perché le è più utile da vivo per il momento dato che se muore l'eredità andrà tutta a Octavia). Ne deriva una furiosa lotta, nella quale Moxxie e Millie vengono gravemente feriti. Quest'ultima, però, riesce a costringere Striker alla fuga, dopo avergli fatto crollare una statua addosso.
Corsi in ospedale a causa delle ferite quasi mortali di Stolas, reincontrano Blitzø, appena uscito dalla vaccinazione di Loona (rivelatasi problematica per la sua reticenza). Qui, oltre ad un enorme caos nella folla e tra i nobili per via delle gravi condizioni di Stolas, Blitzø scopre con amarezza e shock che il principe è vulnerabile, ora più che mai. Mentre è in convalescenza Stolas riceve un messaggio da Blitzø che lo mette di buon umore ma quando gli risponde invitandolo a fargli visita Blitzø non ricambia intristendo Stolas.
- Special guest star: Joel Perez (Dr. Somna, mariachi), Blake Roman (mariachi), Julián Rebolledo (voci addizionali)

## Unhappy Campers
- Diretto da: Vivienne Medrano
- Scritto da: Adam Neylan
- Storyboard di: Eddie Mead, Amanda Heard, Nick Swift, Gavin Arucan, Anna Lencioni e Nicole Rodriguez

### Trama
Per svolgere un omicidio commissionato da un cliente, Moxxie e Millie creano dei travestimenti improvvisati per sembrare umani e non farsi scoprire durante il lavoro. Cercando il bersaglio in un campo estivo per adolescenti, Millie (travestita da ragazzaccio e non riconosciuta dagli altri umani) conquista l'apprezzamento e la stima dei ragazzi del campo. Invece, Moxxie (travestito da ragazza) viene pesantemente insultato e trascurato. Questo compromette sia l'incarico, che la fragile personalità di Moxxie, che però riesce a farsi forza e a trovare il bersaglio.
Nel frattempo, Blitzø è alla disperata ricerca di qualcuno, che per coincidenza si trova proprio al campo estivo. Riesce, minacciando con la pistola alla tempia un possessore di un Cristallo di Asmodeus (che ha poteri simili al Grimorio), ad arrivarci. Chi sta cercando è sua sorella Barbie Wire, che viene scovata mentre protegge il bersaglio di Moxxie, in quanto suo fornitore di droga.
Ne risulta una rissa, nella quale alla fine Moxxie (riunitisi nel mentre a Blitzø) ha la meglio e Millie uccide casualmente il fornitore durante a una sua esibizione. Blitzø tenta di riallacciare il suo rapporto con Barbie, che però (infuriata per la morte del suo fornitore) lo manda via, odiandolo.

## Oops
- Diretto da: Vivienne Medrano
- Scritto da: Vivienne Medrano
- Storyboard di: Nicole Rodriguez e Mariya Kharlamova

### Trama
Nel girone della Lussuria dove Fizzarolli, ex amico di Blitzø, convive da tempo con il Peccato Capitale Asmodeus, con il quale ha una genuina e sincera relazione, che i due sono costretti tuttavia a nascondere a causa del ruolo del sovrano. Mentre fanno colazione, Fizz rivela di dover andare nel girone dell'Avarizia per fare alcune prove di uno spettacolo e svolgere alcune commissioni, ma Asmodeus è nervoso poiché quel luogo è tutt'altro che sicuro. Il clown però lo rassicura dicendogli che manterrà un basso profilo e non ci metterà molto. Ovviamente Fizz fa tutt'altro che passare inosservato e mentre porta a spasso i suoi cani-demoni incrocia Blitzø, iniziando a scambiarsi insulti, ma dopo che Fizzaroli fa un'osservazione sul tempo trascorso al circo, Blitzø gli salta addosso e iniziano a litigare. 
La zuffa che ne consegue attira le attenzioni di Striker, il quale si trovava in un edificio vicino per farsi assumere dal malavitoso Crimson; così, per mostrare le sue qualità al boss, Striker con il lazo cattura i due imp, venendo assunto seduta stante.
Intanto dopo una giornata di lavoro nella fabbrica di sex toys, Asmodeus riceve nella sua magione Stolas, il quale vorrebbe richiedere uno dei suoi cristalli per Blitzø, in quanto usati dai succubi per aprire portali e viaggiare legalmente nel mondo umano, in modo da non far dipendere più da lui il demone che ama. Asmodeus, pur solidale nei confronti del Goetia, rifiuta la richiesta a causa della storia tra Fizzarolli e Blitzø, ma in quel momento arriva un video-messaggio da Fizz, solo che l'autore è Crimson, che rivela di avere in ostaggio il clown e invierà un avvocato con le sue richieste in cambio della libertà di Fizzarolli, cosa che suscita la rabbia di Asmodeus, il quale verrà supportato da Stolas nelle lunghissime trattative.
Terminato il video-messaggio, Crimson imprigiona in una gabbia sospesa Blitzø e Fizzarolli. Qui i due discutono sulle loro relazioni con due reali, ma mentre il primo definisce seccanti le attenzioni che Stolas ha per lui e lo definisce falso Fizz invece, che si lascia scappare il genuino amore che c'é tra lui e Asmodeus, fa notare a Blitzø che nessuno fa ciò che fa Stolas se non per amore, ma la loro discussione viene interrotta da Striker che li definisce la vergogna della loro razza per aver avuto relazioni con dei "Sangue Blu", per poi andarsene su ordine di Crimson. Approfittandone Blitzø riesce a liberare sia lui che Fizz, tagliando le corde grazia a un coltello nascosto nella scarpa, ma vengono intercettati da Crimson e i suoi scagnozzi, costringendoli alla fuga. 
Mentre fuggono Fizzarolli rinfaccia a Blitzø il passato, rivelando come lui fosse geloso del suo successo e lo accusa di aver scatenato l'incendio durante il suo compleanno, anni fa, per toglierlo di mezzo, dal quale il clown ne è uscito senza più gli arti e le corna, ma Blitzø, in lacrime, gli fa capire che è stato un incidente e che non voleva fargli del male: quel giorno, infatti, voleva lasciargli un biglietto di auguri ma, vedendo come tutti, persino suo padre, acclamavano Fizz, Blitzø si allontanò in lacrime, urtando un altro circense che portava la torta, che cadde e causò l'incendio nel tendone. Blitzø sa che il suo amico lo odia e sa che comunque è colpa sua, ma non lo avrebbe abbandonato, facendogli capire che quel giorno anche lui ne rimase segnato, sia fisicamente (le caratteristiche macchie bianche sul corpo di Blitzø sono, come per Fizz, cicatrici da ustioni) che mentalmente, in quanto l'incendio gli portò via anche la sua adorata madre (spiegando anche perché sua sorella Barbie lo odia).
Capendo dopo tanto tempo l'amico, Fizz gli chiede perché non sia mai andato a trovarlo per spiegarsi, Blitzø spiegò che ci aveva provato, ma gli era stato detto che non voleva vederlo, cosa che Fizz smentisce, poiché nessuno gli aveva detto che lo stava cercando, rendendosi conto che l'incomprensione era la fonte della loro lunga faida.
Blitzø trova un'uscita, ma è bloccata e chiede all'amico di distrarre i criminali per avere il tempo di aprirla. Fizzarolli improvvisa un numero che intrattiene i malavitosi, per poi fuggire insieme a Blitzø dall'uscita mentre il magazzino crolla. Striker esce dalle macerie e tiene in ostaggio Fizz, così Blitzø lo costringe alla fuga causando un altro incendio, solo che stavolta riesce a salvare l'amico in tempo, riscattandosi e riappacificandosi dopo anni con il suo amico fraterno.
Fizzarolli torna da Asmodeus, seppur malmesso, e i due si riuniscono per poi uccidere l'avvocato di Crimson mentre Stolas si allontana. Dopodiché, Ozzie sistema gli arti meccanici di Fizz, e quest'ultimo acconsente a lasciare uno dei suo cristalli al principe per Blitzø; infine, incuranti degli altri abitanti del palazzo a cui mostra chiaramente cosa succederà loro se proferiranno parola, i due si ritirano nelle stanze di Asmodeus, per riposarsi dopo la lunga e travagliata giornata.

## MAMMON'S MAGNIFICENT MUSICAL MID-SEASON SPECIAL (ft Fizzarolli)
- Diretto da Vivienne Medrano
- Scritto da: Vivienne Medrano
- Storyboard di: Amanda Heard, Nick Swift e Kevin Slawinski

### Trama
In un flashback, Blitzø e Fizzarolli, quando erano adolescenti, assistono al concerto di Mammon, il Peccato dell'Avarizia, il quale annuncia un concorso per clown, il cui vincitore diverrà il nuovo volto del suo marchio. Fizz è eccitato, poiché Mammon è il suo idolo, mentre Blitzø, scettico, gli spiega sulla via del ritorno che ha già successo al circo e non vale la pena diventare una mascotte per il Peccato Capitale, ma vengono interrotti da un fan ossessivo di Fizz, Burnie, che lo mette a disagio e viene cacciato da Blitzø, ma turba molto Fizz, che continua sostenere di voler partecipare al concorso e essere perfetto.
Nel presente, Fizz ha un enorme successo, grazie alla sponsorizzazione di Mammon, e la sua fama è alle stelle; tuttavia è costretto a partecipare annualmente al concorso per clown per rinnovare il suo contratto. Fizz è preoccupato e il suo compagno Asmodeus lo nota, spiegandogli che forse non dovrebbe partecipare, sia perché conosce Mammon da sempre e lo odia per il suo comportamento abusivo, sia perché non sopporta la pressione che sta mettendo a Fizz, oltre a non nascondere il suo disappunto per come sfrutti la sua immagine realizzando i Robo-Fizz per ogni tipo di lavoro. Fizzarolli si giustifica dicendo che lo sta facendo per sé stesso e non vuole perdere, così Ozzie decide di assumere Blitzø, sia per fare da guardia del corpo a Fizz, sia per farlo ragionare.
Nel Girone dell'Avarizia Fizz, Blitzø e Asmodeus arrivano al teatro di Mammon, venendo accolti dai fan del clown e dal Peccato Capitale stesso, verso cui Blitzø non nasconde il suo astio, ma quando si presentano le arroganti gemelle Glitz e Glam, Blitzø incoraggia l'amico a dare il massimo per vincere contro le due insopportabili ballerine. A fine concorso, però, Fizzarolli e le gemelle sono pari e Mammon, deliziato dalla competizione, annuncia che a breve si terrà lo spareggio fra i concorrenti rimasti in gara, dopodiché obbliga Fizz a incontrare i suoi fan. Fizzaroli è a disagio, anche se incontra un piccolo imp sordo con il quale ha una tenera conversazione che lo fa sentire meglio, ma il momento viene interrotto da Burnie, che negli anni non ha lasciato la sua ossessione per Fizz, così Blitzø interviene ancora una volta e lo caccia. Mammon, che intanto era apparso sulla scena, da la possibilità a Fizzarolli di esibirsi dopo le gemelle, non avendo altra scelta più che per comprensione.
Rimasti soli, Blitzø cerca di calmare l'amico e convincerlo che tutto questo è una sciocchezza, anche solo per evitare che si faccia mettere i piedi in testa da Mammon, ma Fizz rimane fermo sulla sua idea di perfezione sul non voler deludere Mammon. Intanto le gemelle fanno il loro numero di ballo, che viene acclamato dal pubblico e provoca un forte stress a Fizzarolli, che si ritira nel suo camerino. Asmodeus decide di esporsi e va parlare con Fizz, capendo che non sta bene, quest'ultimo si sfoga e ammette che lavora per Mammon perché senza di lui non è niente, e anche il fatto che nemmeno Ozzie starebbe con lui se non fosse famoso, rivelando le sue corna mutilate e le sue terribili ferite procurate per l'incendio. Asmodeus riesce a farlo ragionare, spiegandogli che Mammon non ha fatto nulla e che lui era già bravo così, e lo ama per questo indipendentemente da che sia famoso o meno; la sua vicinanza riesce a far tornare fiducia in se stesso a Fizz per poi far scambiare ai due un dolce appassionato bacio, ma il tenero momento viene interrotto di nuovo da Burnie che tenta di uccidere Fizzaroli. Blitzø interviene e uccide il fan tossico, per poi complimentarsi ironicamente a i due.
Fizzarolli sale sul palco e improvvisa un numero musicale in cui espone e rinfaccia gli abusi subiti negli anni da parte di Mammon, ottenendo l'applauso del pubblico e annunciando il suo ritiro. Mammon, furioso, si scaglia contro di lui, trasformandosi nella sua forma demoniaca, ma Asmodeus interviene. Mammon cerca di allontanarlo e costringere Fizz a rimanere, ricattandoli con la loro relazione segreta, ma Asmodeus non si fa problemi ad ammettere che ama Fizz davanti al pubblico, il quale però sembra lo sospettasse già e avuta la conferma fanno girare la notizia in rete. Messo alle strette, Mammon se ne va, non prima di aver minacciato Asmodeus. Terminato lo show Ozzie, Fizz e Blitzø se ne vanno via, con i primi due finalmente liberi di amarsi senza più nasconderlo a nessuno.
- Special guest star: Michael Cusack (Mammon), Zach Hadel (voci addizionali), Faye Mata (Gitz, Glam)

## The Full Moon
- Diretto da Vivienne Medrano
- Scritto da: Vivienne Medrano e Adam Neylan
- Storyboard di: Gavin Arucan e Samantha Ames

### Trama
Blitzø ultimamente è di buon umore e si prepara per il suo incontro mensile con Stolas dopo che quest'ultimo gli ha dato una pausa dai loro appuntamenti mensili. Dopo il lavoro fa un giro per i vari negozi nel girone della Lussuria per prendere il necessario per la serata, passando anche dal suo amico Fizzarolli, che gli dà accesso al cavo in cui sono conservati tutti prototipi di nuovi giocattoli e gli consiglia un nuovissimo sex toy fatto da Asmodeus. Nel frattempo sulla Terra i C.H.E.R.U.B. cercano di "fare del bene" sperando che questo gli permetta di riavere un posto in Paradiso, ma vengono inaspettatamente catturati dagli Agenti 1 e 2 lla D.H.O.R.K.S., che credono che lavorino con la I.M.P., ma riescono a convincerli del contrario, facendo credere loro che sono degli Angeli Esorcisti, invece che dei semplici cherubini; convinti delle loro parole, gli Agenti li portano nei laboratori del quartier generale dove dopo gli eventi della prima cattura di Blitzø e Moxxie e il massacro di molti dei loro agenti, erano riusciti a filmare i demoni e a dimostrare la loro esistenza al governo, e messo a loro disposizione fondi e scienziati per creare un esercito per sterminare i demoni e creato un portale per l'Inferno (che però è così piccolo che solo qualcuno della dimensione di un bambino può passarci) cosa che hanno fatto però ricavando la loro morte. 
Davanti alla prospettiva di vendicarsi della I.M.P. e ritornare in Paradiso, i C.H.E.R.U.B. uniscono le forze con la D.H.O.R.K.S.; vengono forniti di esoscheletri tecnologici, realizzate sul designer dei tre demoni, e una volta aperto un portale per l'Inferno i tre lo attraversano dove iniziano a pedinare Blitzø. Credendo che Blitzø stia acquistando materiale per corrompere qualche anima umana decidono di ucciderlo ma vengono fermati da Moxxie, Millie e Loona (li hanno scoperti subito mentre anche loro pedinavano Blitzø) che si impegnano in una feroce battaglia, senza che Blitzø si accorga di nulla, ma alla fine i cherubini vengono sconfitti e rimandati sulla Terra privati del dispositivo di localizzazione. Blitzø incontra Stolas, solo per essere informato che il loro accordo è finito e il principe gli consegna il cristallo di Asmodeus per viaggiare tra i due mondi senza più bisogno del grimorio e gli confessa cosa prova. Blitzø tuttavia alla sua dichiarazione crede che stia scherzando così Stolas convito che l'imp non creda alle sue parole e che sia interessato solo al sesso lo invita ad andarsene. Arrabbiato e tradito, Blitzø insulta Stolas pesantemente, lasciando quest'ultimo con il cuore spezzato. Quando Blitzø realizza il suo sbaglio e cerca di scusarsi Stolas usa i suoi poteri per teletrasportarlo fuori dal suo palazzo.

## Apology Tour
- Diretto da Vivienne Medrano
- Scritto da: Vivienne Medrano
- Storyboard di: Gavin Arucan, Sophia Jamalie Magallanes Morales, Lidia Liu, e Anna Lencioni

### Trama
Dopo gli eventi di quella serata, Stolas ha deciso di ignorare Blitzø ma quest'ultimo si presenta sempre a palazzo, scavalcando il muro di cinta, e dopo un'altra discussione con Stolas che sostiene che lui non sia capace di chiedere scusa per i suoi sbagli, Blitzø decide di imbarcarsi in un "tour di scuse", scusandosi con tutte le persone a cui ha fatto un torto in passato: Martha che dopo essere morta è finita all'Inferno e ora ha una storia con Mrs. Maryberry (la cliente che aveva commissionato alla I.M.P. il suo omicidio), Jesse (il buttafuori dell'Ozzie's), gli agenti 1 e 2, ma non ai C.H.E.R.U.B., gli ospiti presenti alla commemorazione per la morte di Brendon Rangers e il regista, e tanti altri. Il tour culmina sulla Terra, dove Verosika Mayday sta ospitando l'annuale festa di Halloween dedicata a criticare Blitzø per le sue azioni passate e ha invitato tutti i suoi ex a cui ha spezzato il cuore. 
Stolas è invitato alla festa, come ospite d'onore essendo il suo ex più recente, e canta insieme a Vortex e Verosika un numero musicale sull'amore che continua a provare per Blitzø nonostante il modo in cui quest'ultimo lo ha trattato. Blitzø, travestito, assiste alla canzone e quando inizia a rendersi conto di quanto sia stato terribile, porge sincere scuse sia a Stolas che a Verosika, che anche se ha sempre detto di odiarlo in realtà si è sentita ferita perché lui l'ha abbandonata quando gli ha confessato di amarlo e la ragione per cui organizza questa festa ogni anno è per aiutare quelle persone che come lei hanno sofferto, e gli dà un consiglio: se vuole davvero cambiare deve augurare il meglio a Stolas, che si intrattiene con un affascinante demone che sembra renderlo felice. Andando via vede come tutti quelli che ha ferito stiano davvero male e questo fa stare male anche lui, per poi lasciare la festa.

## Ghostfuckers
- Diretto da: Vivienne Medrano
- Scritto da: Vivienne Medrano e Brandon Rogers

### Trama
Circa un mese dopo la sua rottura con Stolas, Blitzø, distrutto, perde la testa e decide di sprecare l'intero budget dell'azienda. La I.M.P. viene incaricata di uccidere un bersaglio in un hotel infestato, portando Blitzø a tentare di ricostruire uno dei suoi programmi TV preferiti su una cacciatrice di fantasmi di nome Bethany Ghostfucker che passa notti infuocate con i non-morti. Quando in ufficio si presenta una cliente chiedendo di scoprire se chi l'ha uccisa è un fantasma Blitzø febbricitante vuole occuparsi dell'incarico. Mentre Loona e Moxxie restano in ufficio Millie va con lui e cerca di aiutarlo pensando che sia meglio lasciarlo fare ma alla fine si stanca delle sue buffonate e decide di portare a termine il lavoro da sola e i due si separano, portando Blitzø a venire perseguitato dal demone che ha ucciso la loro cliente. Blitzø viene tormentato dai ricordi delle persone che ha ferito in passato, compreso lo spirito di sua madre, e Millie lo trova emotivamente a pezzi. Per aiutarlo Millie decide di ricordare a Blitzø di come si sono conosciuti per la prima volta e hanno formato la I.M.P. con Moxxie e Loona, convincendolo che l'ha aiutata a migliorare la sua vita, dandole una carriera, facendole conoscere suo marito e diventando per lei il suo migliore amico. 
I due scoprono poi che il padrone di casa dell'hotel, Rolando, è un demone infestatore del girone dell'Invidia e che è il responsabile dell'uccisione della loro cliente e anche di altri ospiti. Rolando entra nel corpo di Blitzø e continua a tormentarlo mentalmente mentre esternamente controlla il suo corpo facendolo combattere contro la sua amica. Mentre lotta Ronaldo cerca di destabilizzare Millie dicendole che è inutile e a nessuno importa di lei ma Millie con sua grande sorpresa non è minimamente ferita dalla sue parole e dopo un duro scontro costringendo Rolando a uscire fuori dal corpo di Blitzø. Per concludere la missione Blitzø uccide Rolando, buttandolo in piscina insieme all'apparecchio acchiappa-fantasmi. Questo lavoro ha rinforzato l'amicizia tra Blitzø e Millie prima di tornare di nuovo a casa. Nel frattempo Moxxie, era rimasto all'Inferno per cercare di far quadrare i conti per evitare che la I.M.P. andasse in bancarotta, quando crede finalmente di avercela fatta Loona gli fa notare che ha dimenticato un passaggio. Allora Moxxie cerca per la disperazione di dare fuoco all'ufficio ma lei lo prende e lo mette a guardare lo stesso programma TV preferito di Blitzø ma in forma musical che sembra far tornare Moxxie di buon umore.
Special guest star: John Waters (Rolando), Erika Henningsen (Bethany Ghostfucker), Jinkx Monsoon (Rita), Jack Plotnick (annunciatore)

## Mastermind
- Diretto da: Vivienne Medrano
- Scritto da: Vivienne Medrano

### Trama
Andrealphus viene informato da Stella del precedente accordo tra Stolas e Blitzø riguardo al grimorio dei Goetia. La I.M.P., mentre stava prendendo degli stagisti, viene interrotta dall'arrivo della polizia infernale. Il gruppo dopo aver tentato di distruggere le prove del loro ufficio cercano di scappare ma vengono arrestati e processati in una corte presieduta da Satana, il Peccato d'Ira. Sono presenti anche gli Ars Goetia, tra cui Andrealphus e Vassago, e anche il resto dei Sette Peccati Capitali, tranne Lucifero. Nonostante Asmodeus, Beelzebub e Vassago parlino in favore della I.M.P. e di Stolas, soprattutto Vassago che non crede alle accuse lanciate contro Blitzø, Andrealphus tenta di far giustiziare Blitzø accusandolo di aver rubato il grimorio da Stolas, di aver abusato di lui e di aver assunto Striker per assassinarlo, (cosa che quest'ultimo testimonia contro di lui) ottenendo l'approvazione del resto dei Goetia e dei restanti Peccati tra i quali Mammon, Leviathan e l'assonata Belphegor. Blitzø per evitare che sua figlia e i suoi amici vengano giustiziati chiede di essere giudicato colpevole solo lui e Satana accetta con riluttanza. 
Quest'ultimo si prepara a trasmettere in live l'esecuzione di Blitzø in tutti e sette i Gironi, come da monito per tutti i demoni, attirando l'attenzione di Stolas (che era stato escluso appositamente dal processo con una scusa di Andrealphus), che interviene per salvarlo assumendosi la piena responsabilità del loro accordo, nonostante lo stesso Blitzø lo supplichi di non farlo, e si prepara a farsi giustiziare al suo posto; Satana sembra approvare lo scambio di condannati e fa buttare Blitzø in lacrime fuori dall'aula, riunendolo ai suoi amici, mentre Stolas prende il suo posto sul patibolo, con Octavia che ha visto tutto in televisione prova ad andare da lui ma viene fermata da sua madre, che finge di consolarla mentre gongola per la fine che attende al suo ex marito. Satana decide comunque di risparmiare Stolas in quanto reale, ma lo punisce privandolo del suo potere e del suo status per un secolo e facendolo vivere con i comuni demoni dell'Inferno; Andrealphus persuade astutamente Satana a lasciarlo prendere il posto di Stolas e dei suoi averi, compreso diventare il tutore di Octavia, ancora minorenne, e affidarla alle cure di sua madre Stella. Con l'intera faccenda trasmessa in diretta, Blitzø e la I.M.P. diventano delle celebrità per gli altri imp, che lo tempestano di email per farsi assumere, mentre Stolas viene emarginato. Blitzø, sentendosi responsabile per ciò che gli è successo, assieme a Loona lo ospita a casa loro, visto che ora non ha più nemmeno una casa in cui tornare. 
Special guest star: Patrick Page (Satana), Harvey Guillén  (Vassago), Jack Plotnick (Yogirt)

## Sinsmas
- Diretto da: Vivienne Medrano
- Scritto da: Vivienne Medrano

### Trama
Dal giorno del processo Stolas vive insieme a Blitzø, quest'ultimo fa di tutto per farlo abituare alla nuova vita in modo che stia bene e non farlo cadere in depressione, poiché Stolas prendeva frequentemente delle pillole, che lo aiutavano ad sopportare le giornate quando era sposato con Stella. Ma Stolas non riesce a smettere di pensare a sua figlia che intanto vive insieme a Stella e Andrealphus, che le sequestrano il cellulare impedendole di parlare con lui. Octavia si sente triste, oltre a vedere sua madre e suo zio gongolare per la situazione, e quando trova nell'armadio una scatola piene delle pillole che Stolas assumeva, inizia a convincersi che suo padre non l'abbia mai amata veramente.
Stolas non riesce a stare su di morale, nonostante Blitzø.
Durante il giorno di Sinsmas, una festa simile al Natale mortale, Blitzø per non lasciare Stolas a casa a deprimersi, lo porta con sè in ufficio affinché si distragga e lo mette al telefono per rispondere alle chiamate dei clienti.
Il cliente è una donna arrabbiata con il suo ex marito che l'ha tradita con un altro uomo e ora vive insieme alle loro due figlie; visto che la situazione sembra simile a quello che sta vivendo Stolas, Blitzø cerca di convincerla che non ne vale la pena ma alla fine cede. Ma una volta sulla Terra, Blitzø vedendo quella coppia felice, non se la sente di fare il lavoro poiché immagina lui e Stolas con Octavia e Loona al loro posto, e tutti eccetto Millie acconsentono a non uccidere nessuno stavolta. 
Nel frattempo Stolas all'ennesima chiamata fallita a sua figlia ha un esaurimento nervoso e arrabbiato per aver perso Octavia per seguire delle fantasie con Blitzø, esce dall'ufficio e si dirige al suo vecchio palazzo. Poco dopo Blitzø e gli altri tornano dove oltre a cacciare la cliente scaraventandola fuori dalla finestra vengono raggiunti da Octavia che chiede dove sia suo padre, Blitzø risponde che immagina dove sia andato.
Stolas arrivato al palazzo, completamente avvolto dal ghiaccio di Andrealphus, pretende di vedere sua figlia ma suo cognato lo deride, così Stolas lo prende a pugni finché Andrealphus non reagisce attaccandolo con i suoi poteri, e proprio quando sta per ucciderlo, Blitzø e la I.M.P. arrivano per salvarlo. Nonostante il potere di Andrealphus sia molto forte, la I.M.P. riesce a tenergli testa, con Loona che assume per la prima volta una forma bestiale, ma Andrealphus genera un drago di ghiaccio, intrappolando Stolas al suo interno, e sembra avere la meglio finché Millie, finita nell'armeria di palazzo si arma insieme a Moxxie e Blitzø.
Quest'ultimo insieme Loona attacca il drago, che finisce per essere inghiottito da lui ma grazie alla spada datagli da Moxxie gli taglia la testa dall'interno e libera Stolas, che stupito che abbia rischiato la sua vita per lui lo bacia.
Tuttavia Andrealphus trasforma il drago in un idra, ma Octavia usa la sua magia e distrugge l'idra fermando suo zio, costretto a ritirarsi quando Blitzø gli dice cosa penserà la gente quando saprà che si è fatto sconfiggere da demoni di basso rango. Davanti all'evidenza Andrealphus si ritira, e Stolas può riabbracciare sia figlia ma lei lo allontana perché ha infranto la promessa di non abbandonarla e di aver scelto Blitzø quando lo ha salvato dal processo. Stolas cerca di farle capire che lei è stata l'unica gioia della sua vita, e cerca di spiegare il motivo della sua ragione, ma Octavia è stanca e non vuole più ascoltare le sue bugie così gli augura di avere una vita felice con Blitzø per poi chiudersi del palazzo lasciando suo padre in lacrime e devastato.
Tornati a casa Stolas è sotto shock convinto che sua figlia lo odi e Blitzø gli sta vicino per cercare di consolarlo. La I.M.P.  festeggiano la festa di Sinsmas insieme agli amici di Loona, intanto Millie si mette da una parte e chiama Sally May, che è insieme alla sua famiglia, a cui chiede consigli perché ha appena scoperto di essere incinta (spiegano i suoi sbalzi d'umore e il vomito) ma non dice nulla a Moxxie per il momento.
Intanto Stolas si isola sul terrazzo e Blitzø lo raggiunge e gli confida del rapporto con sua sorella ma che nonostante lei lo odi lui non smetterà mai di provare a farsi perdonare. Poi lui e Stolas condividono un ballo romantico e anche un abbraccio, anche se Stolas è troppo depresso per ricambiare.